# 埃克塞特 (新罕布什爾州普查規定居民點)
埃克塞特（英語：Exeter）是位於美國新罕布什爾州羅京安縣的普查規定居民點。

## 人口
根據2020年美國人口普查的數據，埃克塞特的面積為12.03平方千米，當中陸地面積為11.65平方千米，而水域面積為0.38平方千米。當地共有人口10109人，而人口密度為每平方千米840.32人。